# Sint-Clemenskerk (Waalwijk)
Sint-Clemenskerk is een driebeukige rooms-katholieke kruisbasiliek in neogotische stijl in de voormalige gemeente Baardwijk aan de Loeffstraat 50 in Waalwijk.
De huidige St.-Clemenskerk werd in 1896 gebouwd vlak naast de toenmalige Waterstaatskerk.
Vanwege het Calvinistische verleden van Baardwijk kon er hier niet eerder een prominente rooms-katholieke kerk gebouwd worden.
De kerk is vernoemd naar paus Clemens I, die als beeld boven de hoofdingang staat. Naast de kerk staat een Heilig Hartbeeld. Architect van de kerk is Jacques van Groenendael, die een bouwbudget van 69.837 gulden had. In de jaren tachtig van de vorige eeuw is de toren gerestaureerd.
Het gebouw valt onder de rijksmonumenten.
Naast het Vermeulen-orgel (1957) is er een Verschueren-orgel (1968), dat uit de in 2000 gesloten Bernadettekerk komt. De kerk bleef na de fusie met de parochie van de Sint-Janskerk in gebruik. In 2017 kreeg zij de status van kapel. In 2019 is de kerk aan de eredienst onttrokken. Sinds 2018 stond het kerkgebouw te koop. Er is een koopovereenkomst met een ondernemersechtpaar gesloten.

## Fotogalerij

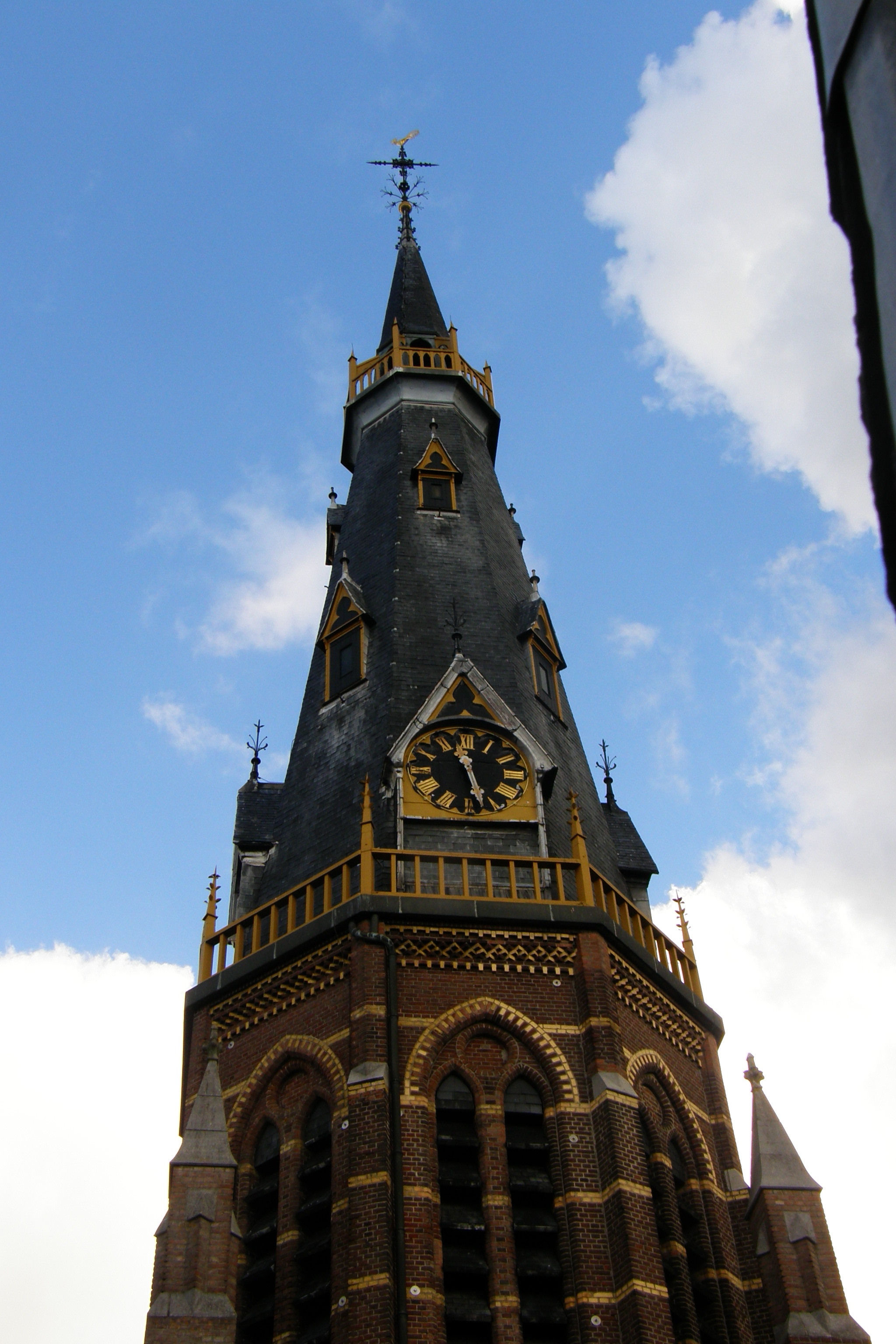
Torenspits van de Sint-Clemenskerk (2012)
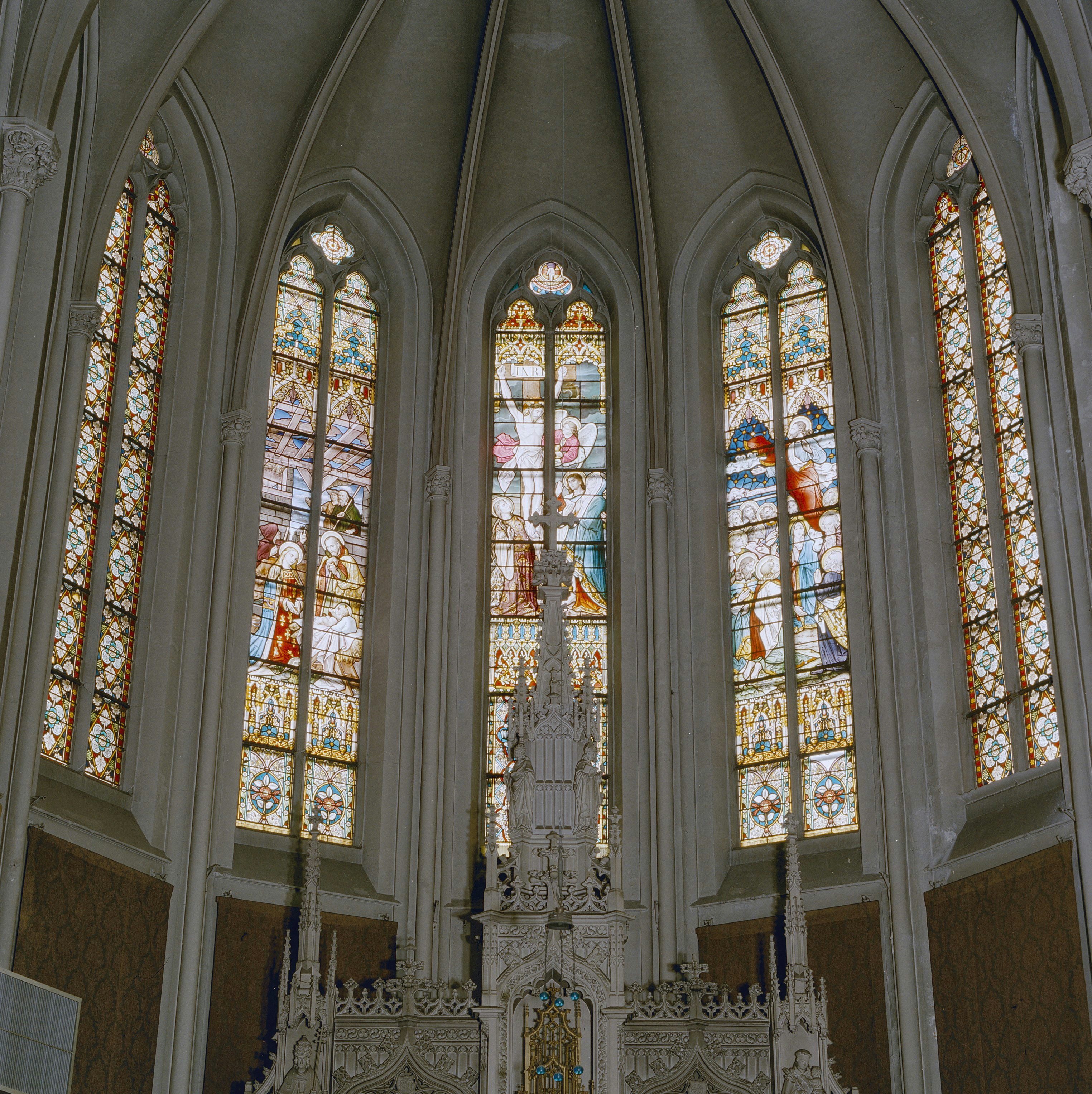
Glas-in-loodramen van de Sint-Clemenskerk
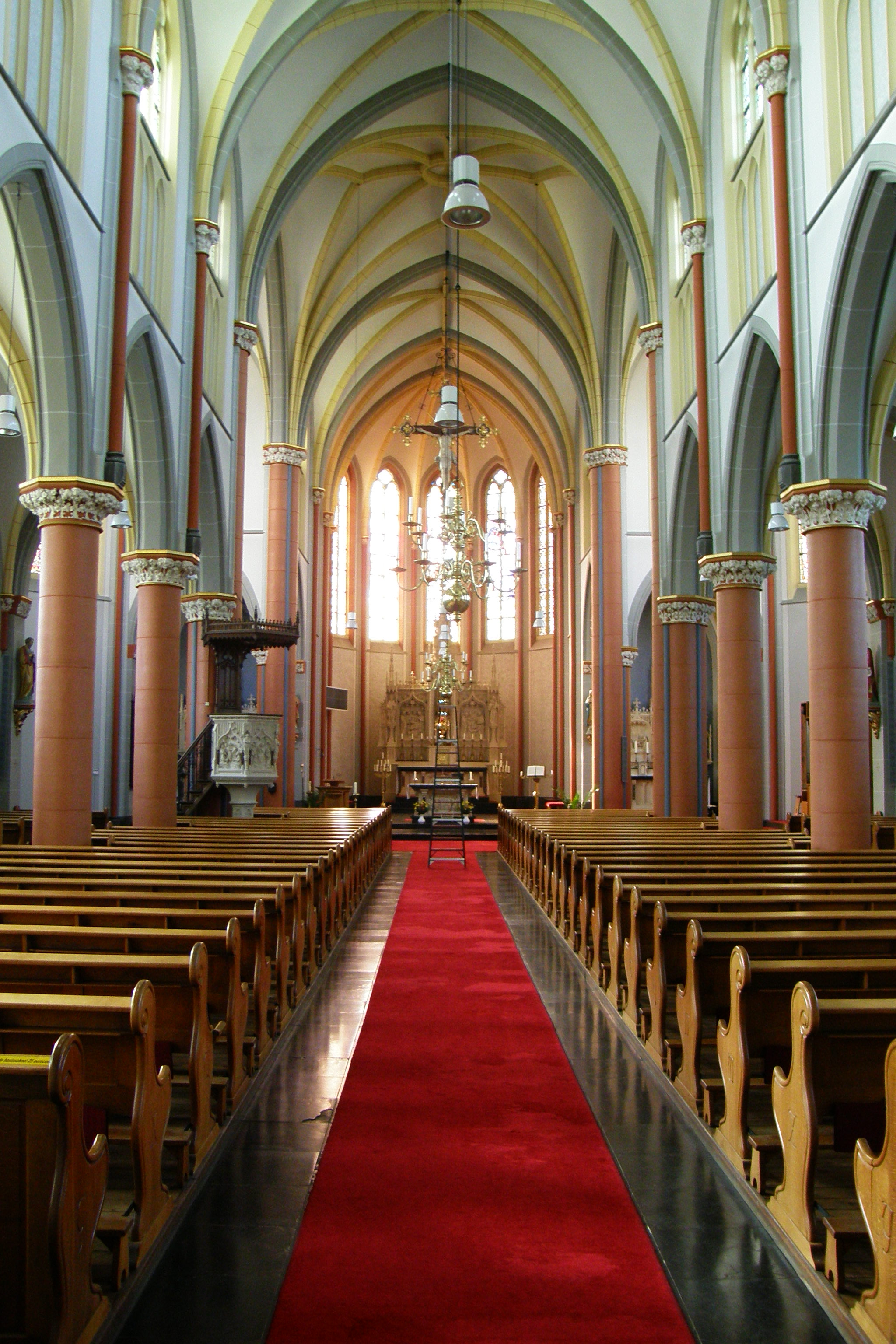
Interieur